# Adrian Belew
Adrian Belew, wł. Robert Steven Belew (ur. 23 grudnia 1949 w Covington) – amerykański muzyk, kompozytor, wokalista i autor tekstów, multiinstrumentalista, wirtuoz gitary. Występował w brytyjskim zespole rock progresywnego King Crimson, którego był członkiem w latach 1981–1984 i 1994–2010. Wcześniej, w latach 1977–1979 występował w zespole Franka Zappy. Od 1982 roku prowadzi solową działalność artystyczną. Belew współpracował ponadto m.in. z takimi wykonawcami jak: David Bowie, Danny Carey, Nine Inch Nails, Talking Heads i Tori Amos. W roli wokalisty King Crimson w 2013 roku zastąpił go Jakko Jakszyk.

## Instrumentarium
- Parker Guitars Adrian Belew Signature Fly Electric Guitar[7][8]

## Dyskografia
| - David Bowie – Stage (1978, RCA) - Frank Zappa – Sheik Yerbouti (1979, Zappa Records) - Talking Heads – Remain in Light (1980, Sire Records) - King Crimson – Discipline (1981, Warner Bros. Records) - David Byrne – The Catherine Wheel (1981, Sire Records) - Joe Cocker – Sheffield Steel (1982, Island Records) - Adrian Belew – Lone Rhino (1982, Island Records) - King Crimson – Beat (1982, EG Records) - Adrian Belew – Twang Bar King (1983, Island Records) - Jean-Michel Jarre – Zoolook (1984, Disques Dreyfus) - Cyndi Lauper – True Colors (1986, Portrait) - Adrian Belew – Desire Caught By The Tail (1986, Island Records) - Adrian Belew – Mr. Music Head (1989, Atlantic Records) - Mike Oldfield – Earth Moving (1989, Virgin Records) - Adrian Belew – Young Lions (1990, Atlantic Records) |  | - Adrian Belew – Inner Revolution (1992, Atlantic Records) - Adrian Belew – Here (1994, Plan 9, Caroline) - King Crimson – THRAK (1995, Discipline Global Mobile) - Adrian Belew – The Acoustic Adrian Belew (1995, DGM) - Adrian Belew – The Experimental Guitar Series Vol. 1 – The Guitar As Orchestra (1995, Adrian Belew Presents) - Adrian Belew – Op Zop Too Wah (1996, Adrian Belew Presents) - Adrian Belew – Belew Prints: The Acoustic Adrian Belew, Vol. 2 (1998, DGM) - Adrian Belew – Coming Attractions (1999, Thirsty Ear Recordings) - King Crimson – The ConstruKction of Light (2001, Discipline Global Mobile) - King Crimson – The Power to Believe (2003, Sanctuary Records) - Adrian Belew – Side One (2005, Sanctuary Records) - Adrian Belew – Side Two (2005, Sanctuary Records) - Adrian Belew – Side Three (2006, Sanctuary Records) - Adrian Belew – Side Four (2007, Adrian Belew Presents) - Nine Inch Nails – Hesitation Marks (2013, Columbia Records) |

## Filmografia
- „Baby Snakes” (1979, film dokumentalny, reżyseria: Frank Zappa)[39]
- „Home of the Brave: A Film by Laurie Anderson” (1986, film dokumentalny, reżyseria:  Laurie Anderson)[40]
- „Out of Nowhere” (2012, film dokumentalny, reżyseria: Bob Zimmerman)[41]